# Cathédrale de Palerme
La cathédrale de Palerme (italien : Duomo di Palermo, sicilien : Catidrali di Palermu), dans sa forme longue basilique cathédrale primatiale métropolitaine de l'Assomption-de-la-Vierge-Marie (Basilica Cattedrale Metropolitana Primaziale della Santa Vergine Maria Assunta), est une église catholique romaine du XIIe siècle, dédiée à Notre-Dame de l'Assomption, de style arabo-normand propre à la Sicile, située à Palerme, capitale de la région italienne de Sicile. Elle est le siège archiépiscopal de l'archidiocèse métropolitain de Palerme.
La cathédrale fut construite au XIIe siècle par l'archevêque normand de Palerme Gautier Ophamil, à l'emplacement d'une très ancienne basilique de l'empire romain transformée en mosquée au IXe siècle par les Arabes. Les tours datent des XIVe et XVe siècles et le porche gothique catalan du XVe siècle. La nef baroque fut élargie à la fin du XVIIIe siècle.
Le couronnement du premier roi de Sicile Roger II de Sicile y fut célébré à Noël 1130.
La cathédrale contient les sépultures de l'empereur Frédéric II du Saint-Empire et de son épouse Constance d’Aragon ; du roi Roger II de Sicile qui au XIIe siècle fut à l’origine du royaume de Sicile ; de sainte Rosalie de Palerme, patronne de la ville.

## Histoire

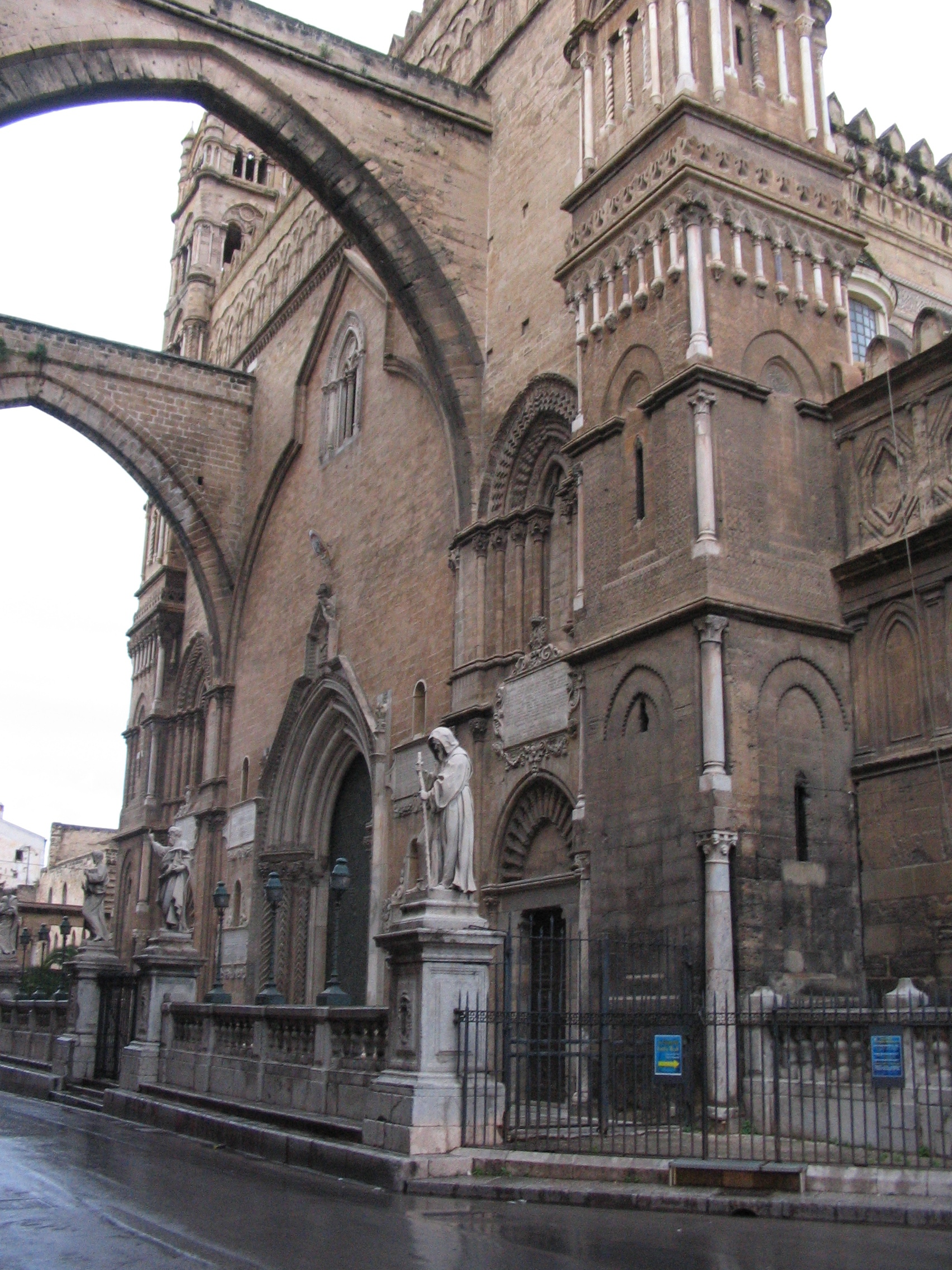
La façade principale, reliée par des arcades au Palais archiépiscopal.

L'église a été érigée en 1185 par Gautier Ophamil (ou en italien « Gualtiero Offamilio »), archevêque de Palerme et ministre du roi Guillaume II de Sicile, sur l'emplacement d'une précédente basilique byzantine fondée au VIIe siècle à l'instigation du pape Grégoire Ier et plus tard transformée en mosquée par les Aghlabides, après leur conquête de la ville au IXe siècle. Le tombeau d'Ophamil se trouve dans la crypte de l'église. Ce précédent édifice médiéval avait un plan basilical à trois absides, dont il ne reste aujourd'hui que quelques éléments architecturaux mineurs.
Les étages supérieurs des tours d'angles ont été construits aux XIVe et XVe siècles, tandis que le porche sud a été ajouté au début de la Renaissance. L'aspect néoclassique actuel remonte aux travaux effectués de 1781 à 1801 par Ferdinando Fuga. Durant cette période, le grand retable de Gagini, orné de statues, frises et bas-reliefs, a été détruit et les sculptures déplacées en différentes parties de la basilique. Fuga est également l'auteur du grand dôme qui émerge du corps principal du bâtiment et des dômes plus petits qui couvrent les plafonds des nefs latérales.

Plans de la cathédrale
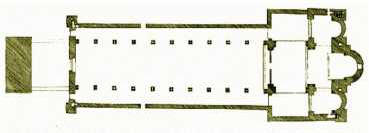
Au XIIe siècle ;
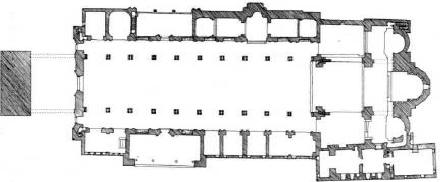
avant les transformations du XVIIIe siècle ;
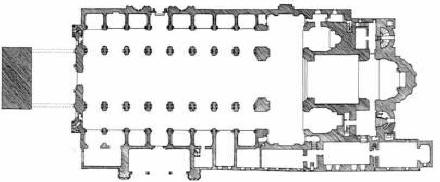
au XIXe siècle.

## Architecture et décoration
La façade principale, à l'ouest, a gardé son apparence des XIVe et XVe siècles. Elle est flanquée de deux tours et son portail gothique est surmonté d'une niche qui abrite une précieuse Vierge du XVe siècle. De la façade, deux grandes arcades ogivales enjambent la rue pour rejoindre le campanile intégré au Palais archiépiscopal. La façade est carrée, couronnée de petits clochetons et arcades.
Le côté droit a des tourelles saillantes et un large portique qui forme l'entrée actuelle, dans un style gothique catalan, avec trois arcades, érigées autour de 1465, donnant sur la place. La première colonne à gauche appartenait à la basilique primitive et à la mosquée ultérieures, comme en témoigne le verset du Coran qui s'y trouve gravé. Le portail sculpté de cette entrée a été exécuté de 1426 à 1430 par Antonio Gambara, tandis que les feuilles de bois sont de Francesco Miranda (1432). La mosaïque représentant la Vierge est du XIIIe siècle, tandis que les deux monuments, sur les murs, ont été érigés au début du XVIIIe siècle, en l'honneur des rois Charles III de Bourbon et Victor-Amédée II de Sardaigne, ce dernier couronné en ce lieu en décembre 1713 avec son épouse Anne-Marie d'Orléans.
La zone de l'abside, fermée par des tourelles et pompeusement décorée sur les murs extérieurs, appartient à l'édifice du XIIe siècle d'origine, tandis que le côté gauche de l'église est plus moderne avec son portail du début du XVIe siècle, par Antonello Gagini. La façade sud-ouest, face au Palais archiépiscopal, date des XIVe et XVe siècles.
.

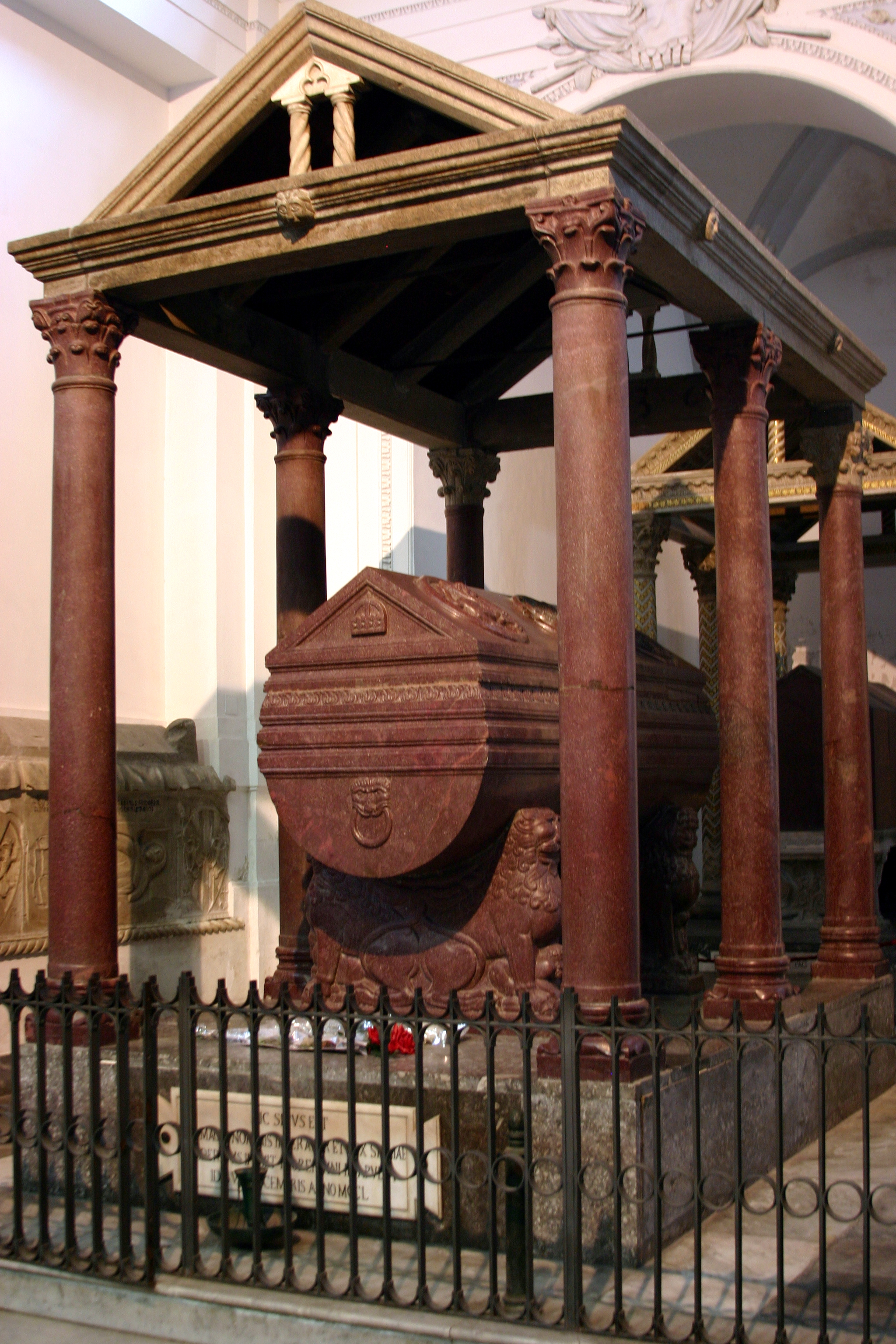
Sarcophage de Frédéric II de Hohenstaufen

L'intérieur a un plan en croix latine, avec une nef principale et deux nefs latérales divisées par des pilastres. Dans les deux premières chapelles de la nef droite se trouvent les tombeaux d'empereurs et de personnes royales transportés ici au XVIIIe siècle d'autres endroits de la basilique, contenant les restes de l'empereur Henri VI, de son fils Frédéric II, ainsi que ceux de Pierre II de Sicile. Un sarcophage romain constitue le tombeau de Constance d'Aragon, épouse de Frédéric. Sous les baldaquins à mosaïques se trouvent les tombes de Roger II, premier roi de Sicile, et de sa fille Constance, mère de Frédéric II, lequel a transféré dans cette cathédrale en 1215 les sarcophages en Porphyre déposés en 1145 par Roger II dans le transept de la cathédrale de Cefalù, et y fait inhumer la dépouille de son père puis la sienne,.

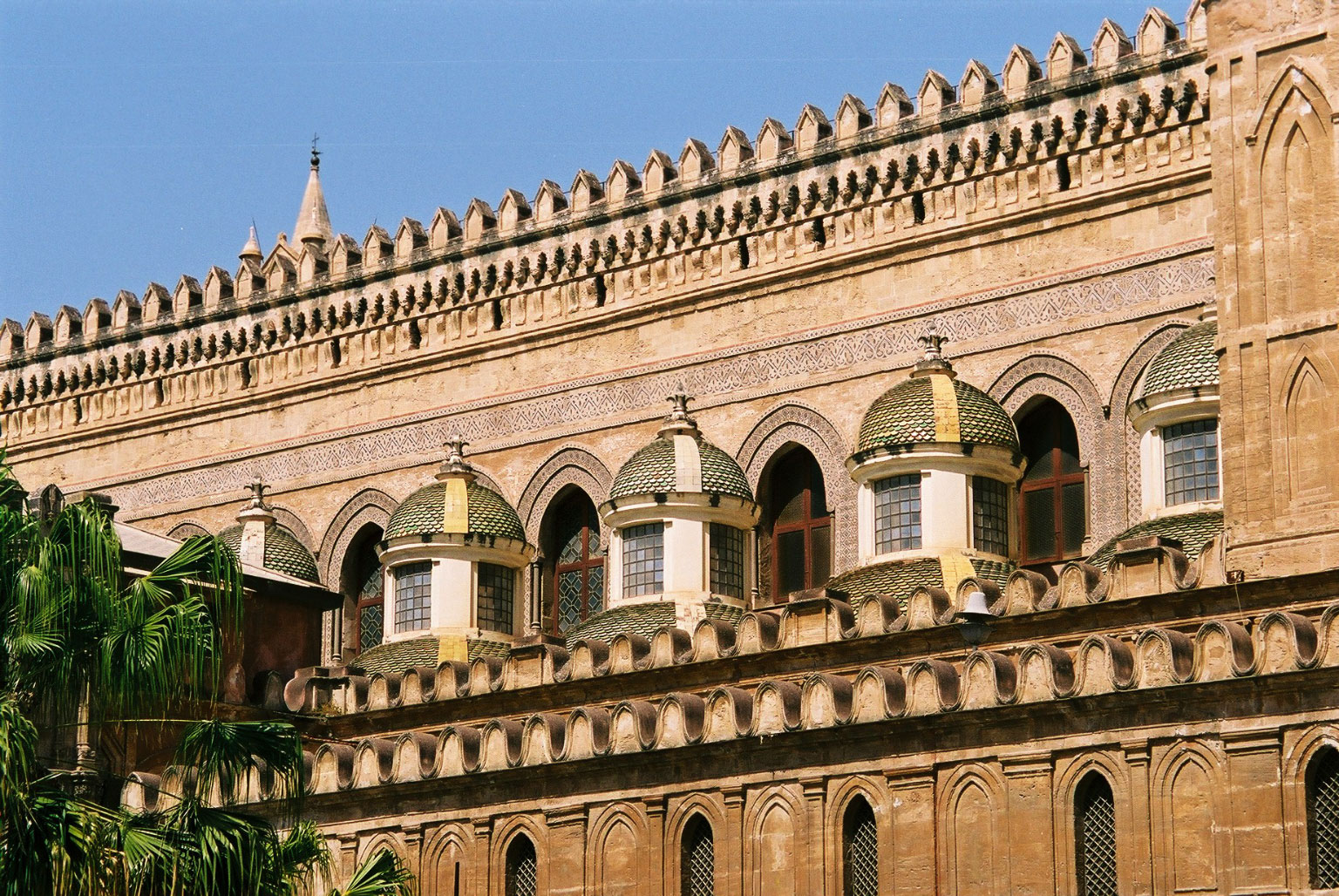
Coupoles baroques du petit côté, par Ferdinando Fuga.

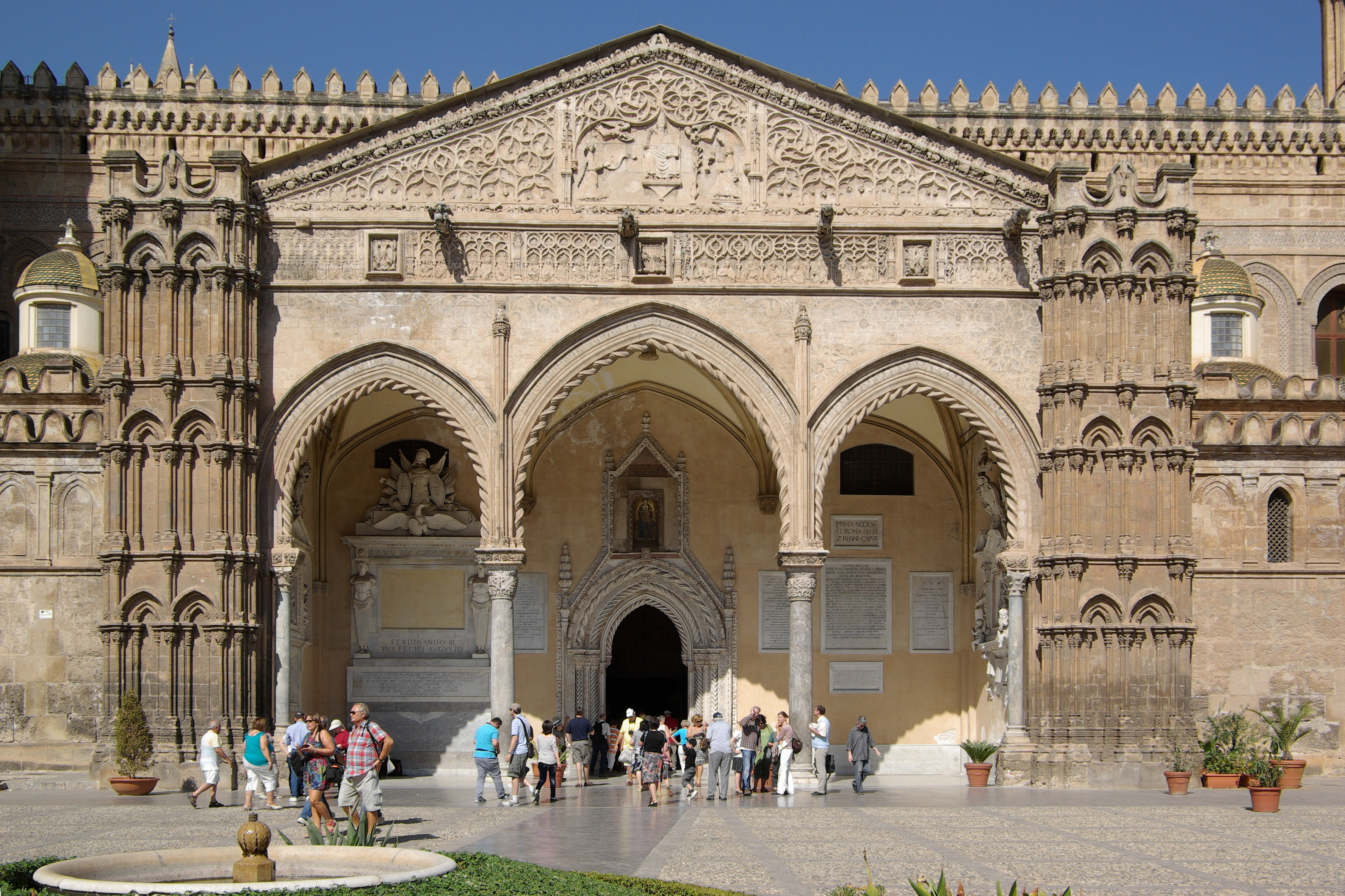
Portique de Domenico et Antonello Gagini.

La chapelle du Saint Sacrement, au bout de la nef gauche, est orné de pierres précieuses, dont des lapis-lazuli. À droite, dans le presbytère, se trouve la chapelle de sainte Rosalie, patronne de Palerme, fermée par un portail de bronze richement orné, avec des reliques et une urne en argent du XVIIe siècle, objet de dévotion particulière.
La chœur de style gothique-catalan en bois (1466) et les vestiges de marbre du retable de Gagini (enlevé lors des altérations du XVIIIe siècle) sont également précieux, comme la statue de marbre de la Vierge à l'enfant par Francesco Laurana (1469), un crucifix polychrome du XIIIe siècle par Manfredi Chiaramonte, le bénitier sur le quatrième pilastre par Domenico Gagini et la Madonna della Scala par Antonello Gagini, sur l'autel de la nouvelle sacristie. La chapelle des reliques contient les reliques de sainte Christine, saint Ninfa, saint Cosme, sainte Agathe et saint Mamilianus, premier patron de Palerme.

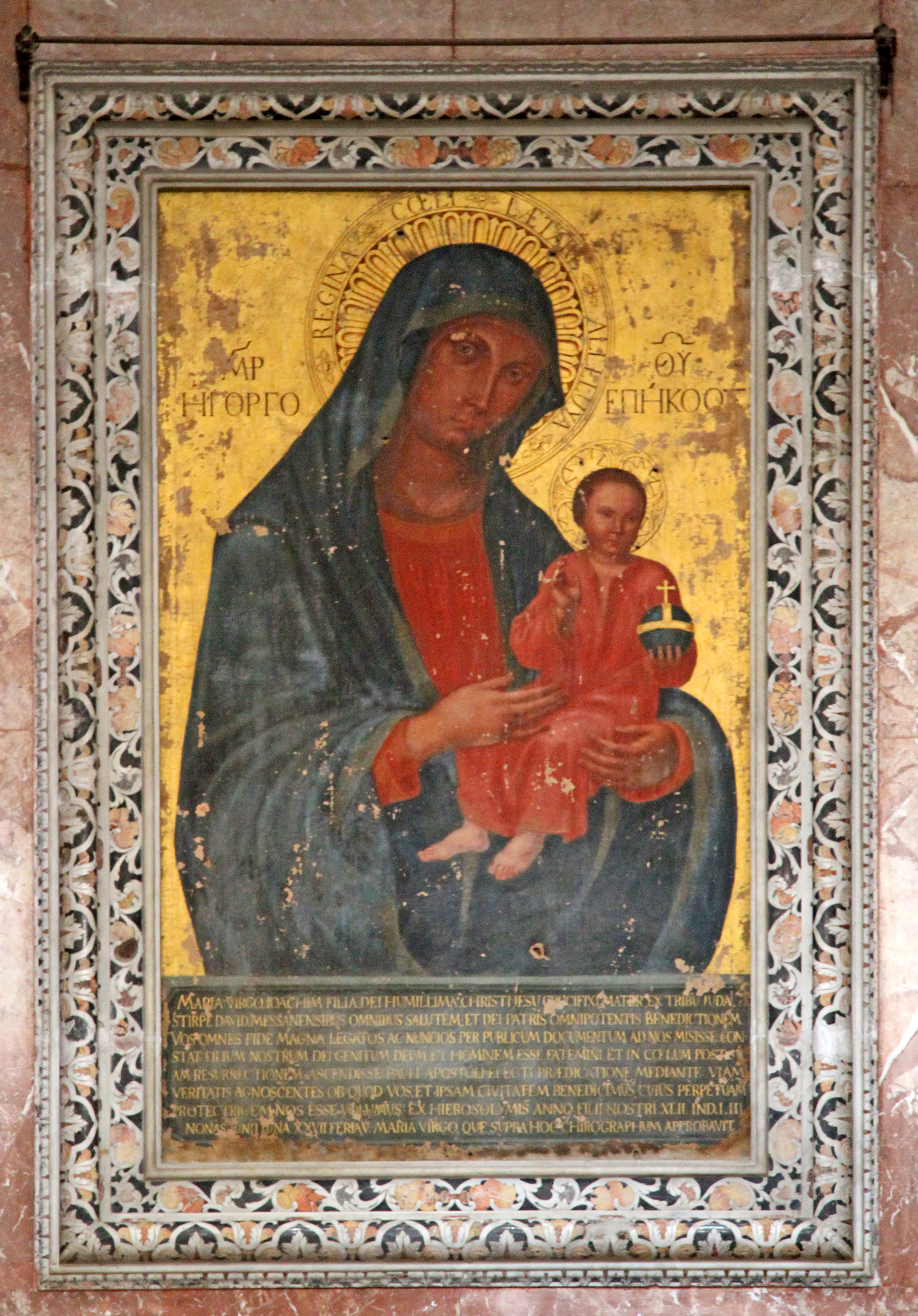
La Vierge à l'Enfant.

La crypte, accessible à partir du côté gauche, est une salle à voûte croisée, soutenue par des colonnes de granite, avec des tombeaux et des sarcophages des époques romaine, byzantine et normande. Les sépultures sont celles des archevêques Gautier Ophamil, fondateur de l'église, et Giovanni Paternò, patron d'Antonello Gagini, qui a exécuté les sculptures qui ornent sa tombe.
Le trésor de la cathédrale contient des gobelets, des vêtements, des ostensoirs, un bréviaire du XIVe siècle et la célèbre couronne de Constance d'Aragon, qui est un diadème d'or, trouvé dans sa tombe en 1491.
La cathédrale possède un héliomètre (« observatoire » solaire) datant de 1794, l'un des nombreux construits en Italie aux XVIIe et XVIIIe siècles. celui-ci a été conçu par Giuseppe Piazzi, qui dirigeait l'observatoire astronomique local. L'appareil lui-même est assez simple : un trou minuscule dans l'un des dômes mineurs agit comme un sténopé, projetant l'image du soleil sur le sol à midi solaire. Une ligne de bronze (méridienne) court sur le sol du nord au sud : les extrémités de la ligne marquent les positions du soleil aux solstices d'été et d'hiver ; les signes du zodiaque peints sur les dalles à divers intervalles montrent les autres dates tout au long de l'année.
Le but de l'instrument était de normaliser la mesure du temps et le calendrier. La convention en Sicile avait été que la journée de 24 heures était mesurée à partir du lever du soleil, ce qui signifiait qu'il n'y avait pas deux endroits ayant le même temps. Il était également important de savoir quand avait lieu l'équinoxe vernal, afin de fournir la date exacte de Pâques.

## Liste des souverains couronnés dans la cathédrale
- 25 décembre 1130 : Roger II
- 27 février 1154 : Guillaume Ier
- décembre 1171 : Guillaume II
- 18 janvier 1190 : Tancrède
- 25 décembre 1193 : Guillaume III
- 25 décembre 1194 : Henri Ier
- 17 mai 1198 : Frédéric Ier
- mars 1212  : Henri II
- 11 août 1258 : Manfred Ier
- septembre 1282 : Pierre Ier
- 25 mars 1296  : Frédéric II
- 1135 : Frédéric III
- 25 mars 1296 : Jacques II
- 1337 : Pierre II
- 1342 : Louis Ier
- 1392 : Martin Ier
- 1713 : Victor-Amédée II de Piémont-Savoie
- 3 juillet 1735 : Charles III

## Source
- (en) Cet article est partiellement ou en totalité issu de l’article de Wikipédia en anglais intitulé « Palermo Cathedral » (voir la liste des auteurs).